# 保宁王
保宁王，中国古代封爵之一。

## 元朝
封地在今四川省境内，为金印螭纽王。
- 斡即，浑都帖木儿亲族，天历二年（1329年）封。